# Dendrelaphis tristis
Dendrelaphis tristis is een slang uit de familie toornslangachtigen (Colubridae) en de onderfamilie Ahaetuliinae.

## Naam en indeling
De wetenschappelijke naam van de soort werd voor het eerst voorgesteld door François Marie Daudin in 1803. Oorspronkelijk werd de wetenschappelijke naam Coluber tristis gebruikt.

## Levenswijze
De soort is levendbarend. In de broedperiode die van september tot februari duurt draagt ze zes tot zeven eieren en na vier tot zes weken komen deze uit, waarna ze haar jongen nog vier tot zes maanden in haar lichaam draagt voor ze worden geboren.

## Verspreidingsgebied
Dendrelaphis tristis komt voor in delen van Azië en leeft in de landen Sri Lanka, India, Bangladesh, Pakistan, Nepal, Myanmar en Bhutan.